# Lega toscana
La Lega toscana (o Societas inter civitates Tuscie, o Lega di San Genesio) è un trattato internazionale siglato l'11 novembre 1197 tra la maggior parte delle autorità politiche della Toscana.

## Storia
Con la morte dell'Imperatore Enrico VI di Svevia e la guerra di successione che ne conseguì, le varie autorità toscane colsero al volo l'occasione per sfilarsi dalla tutela imperiale e tentare di darsi un ordinamento pienamente sovrano, impegnandosi a difendersi reciprocamente dall'Impero e da coloro che, invitati nella Lega, non aderissero ad essa; nonché stabilendo con precisione la sovranità ed i confini territoriali reciproci.
Soltanto quarantacinque giorni dopo la morte del sovrano, la Lega toscana venne siglata presso Borgo San Genesio sede abituale degli incontri che avvenivano tra il delegato imperiale (che aveva sede nella poco distante San Miniato) e gli esponenti delle varie città e dei vari feudatari della regione. In secondo luogo la località era posta nell'area di incrocio tra i due principali assi comunicativi e simbolici della Toscana medievale: la Via Francigena in direzione Lucca-Siena-Viterbo e il fiume Arno. Luogo dedicato all'incontro fu la Chiesa di San Cristofano (o San Cristoforo), patrono dei viaggiatori e particolarmente invocato contro le calamità e la morte violenta, e quindi augurante unità e concordia.

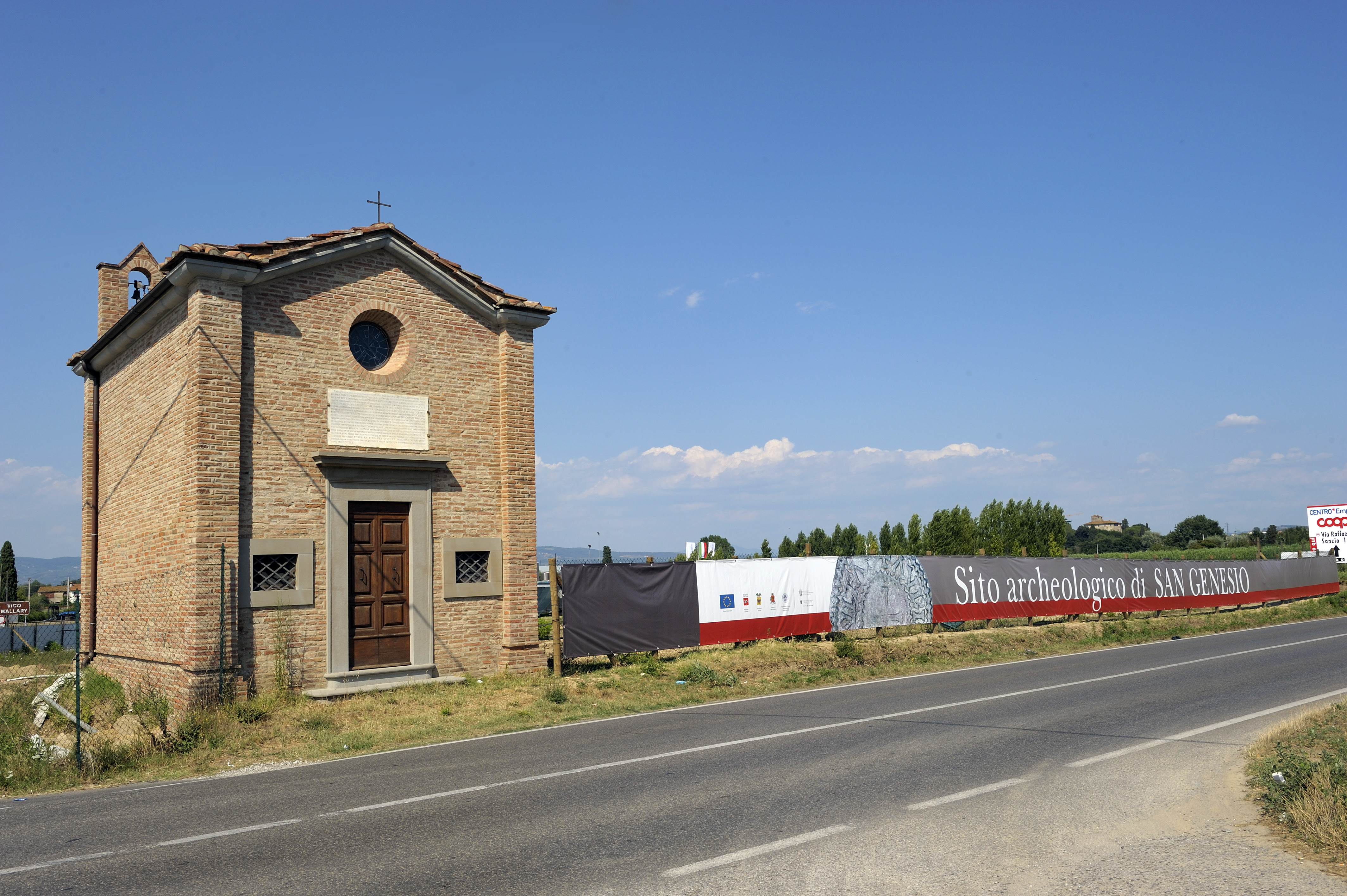
Cappella di San Genesio ed esterno dell'area archeologica del centro di Borgo San Genesio, all'interno del quale, tra le varie chiese ce n'era una dedicata a San Cristofano, sede del giuramento di fondazione della Lega toscana

Il giuramento venne tenuto dai consoli rappresentanti delle Repubbliche di Lucca, Firenze e Siena, insieme a San Miniato ed il Vescovato di Volterra, i Conti Aldobrandeschi ed i Conti Guidi, alla presenza di due cardinali.
Il 4 dicembre 1197, in occasione del secondo incontro della Lega, il vescovo di Volterra Ildebrando Pannocchieschi venne nominato Capitano della Lega di Tuscia.
Come era consuetudine nel medioevo, il giuramento espresso dai rappresentanti dei vari stati toscani a San Genesio fu successivamente ratificato dalle rispettive assemblee popolari. Relativamente alla ratifica da parte del popolo fiorentino si è conservata una lista di oltre cinquecento cittadini abitanti in Porta S. Pancrazio.
Nei mesi successivi aderiranno anche le città di Arezzo, Prato, i rappresentanti di Poggibonsi, Colle di Val d'Elsa, Figline, Certaldo e di numerose altre cittadine minori, il conte Alberto, i vescovi di Firenze e Fiesole, un gran numero di prelati, Manente conte di Sarteano, il perugino "Amedeo" (che nel 1203 fu nominato rettore della Lega).
Tra le città non propriamente toscane che furono accolte nella Lega troviamo Orvieto e Viterbo. in cui comunque sopravviveva una forte identità pan-etrusca di origine antica. Viterbo però non poté effettivamente aderire a causa dell'opposizione del pontefice romano Innocenzo III, che - come i suoi successori - videro in questa lega un pericolo alle mire espansionistiche del futuro Stato della Chiesa. Durissime erano state le parole del papa verso i due cardinali (Pandolfo da Lucca e Bernardo di San Pietro in Vincoli) che avevano presenziato al giuramento di Borgo San Genesio («nec utilitatem contineat, nec sapiat honestatem»).
Di fronte però agli immediati successi della Lega, papa Innocenzo III fu costretto a rivedere le sue posizioni, a moderare i toni e addirittura a porre sotto la sua protezione la Lega stessa (lettera del 30 ottobre 1198), facendosene inoltre promotore presso la Repubblica di Pisa.
A sancire la crisi della Lega furono la mancata adesione di due città importanti come Pistoia e, soprattutto, Pisa, e la tendenza di Firenze ad egemonizzare il sodalizio pantoscano (il primo rettore della Lega fu un fiorentino di nome Acerbo, anche se ufficialmente risultasse guida il vescovo di Volterra, con il titolo di "capitaneus", Ildebrando Pannocchieschi.
La Lega segna l'aprirsi di una nuova fase storica della storia toscana che porterà in un secolo all'isolamento di Pisa dal resto della Toscana.